# (4546) Franck
(4546) Franck – planetoida z pasa głównego asteroid okrążająca Słońce w ciągu 3 lat i 226 dni w średniej odległości 2,36 j.a. Została odkryta 2 marca 1990 roku. Przed nadaniem nazwy planetoida nosiła oznaczenie tymczasowe (4546) 1990 EW2.